# خورشیدگرفتگی ۱۰ سپتامبر ۱۹۴۲
خورشیدگرفتگی ۱۰ سپتامبر ۱۹۴۲ (به انگلیسی: Solar eclipse of September 10, 1942) یک خورشیدگرفتگی از نوع خورشیدگرفتگی جزئی است. این خورشیدگرفتگی در تاریخ ۱۰ سپتامبر ۱۹۴۲ میلادی (‎۱۹ شهریور ۱۳۲۱ خورشیدی) روی داد که زمان اوج آن، ساعت ۱۵:۳۹:۳۲ به‌وقت ساعت هماهنگ جهانی بوده‌است.